# Zimbabwské letectvo
Zimbabwské letectvo (anglicky Air Force of Zimbabwe, známé také pod zkratkou AFZ) je letectvo Zimbabwe a jedna z integrálních složek ozbrojených sil země.

## Historie
Bylo založeno roku 1980 a navázalo na tradice Rhodesian Air Force, letectva Rhodesie existujícího od získání nezávislosti státu v roce 1965, a posléze Zimbabwe Rhodesie, jak se tento státní útvar jmenoval mezi lety 1979 až 1980.

## Přehled letecké techniky

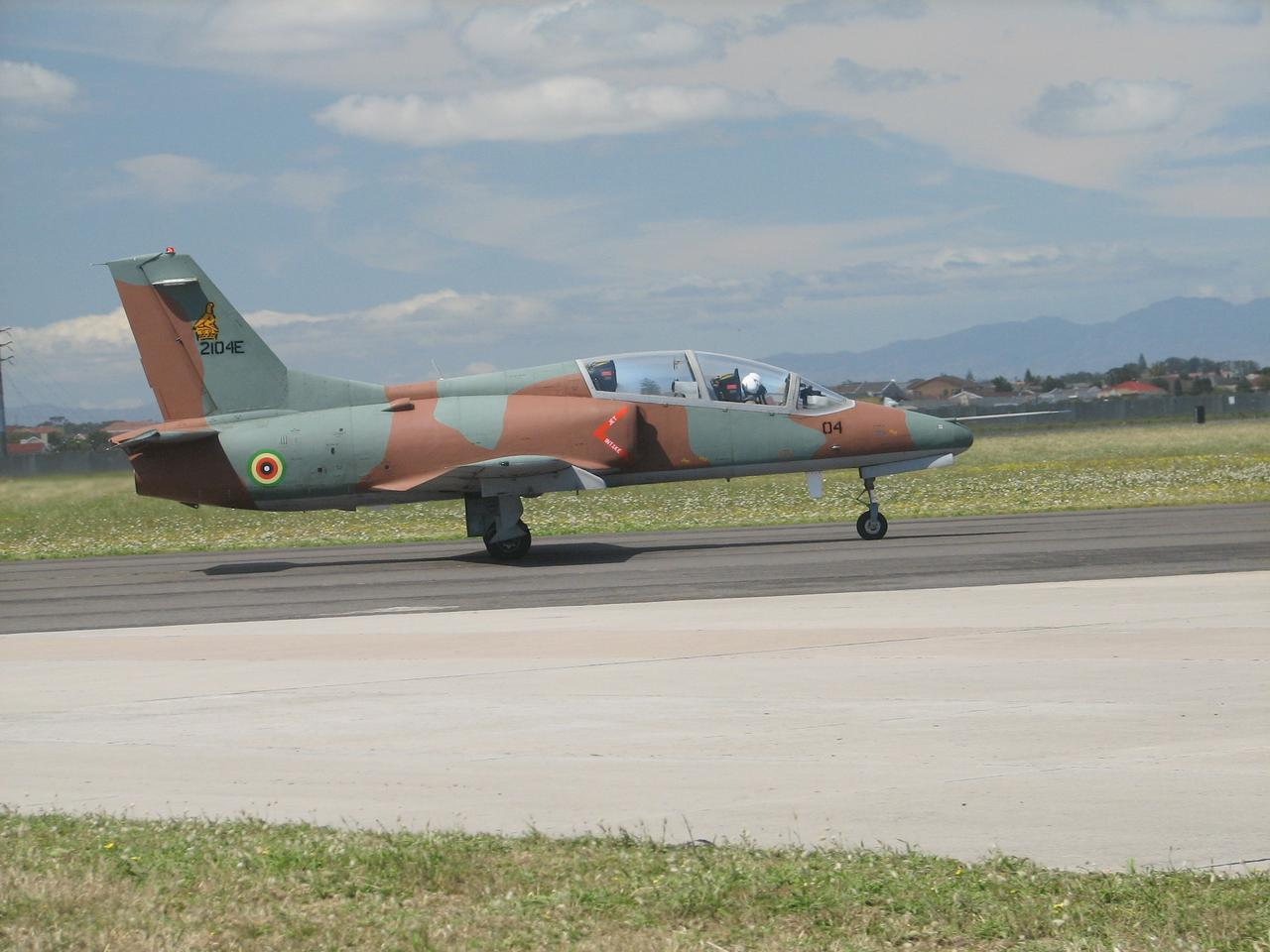
Zimbabwský cvičný Hongdu K-8 Karakorum

Tabulka obsahuje přehled letecké techniky letectva Zimbabwe podle Flightglobal.com.
| Název                          | Původ                   | Určení                            | Verze          | Ve službě      | Poznámky                                        |                |
| Bojové letouny                 | Bojové letouny          | Bojové letouny                    | Bojové letouny | Bojové letouny | Bojové letouny                                  | Bojové letouny |
| ------------------------------ | ----------------------- | --------------------------------- | -------------- | -------------- | ----------------------------------------------- | -------------- |
| Chengdu J-7                    | Čínská lidová republika | stíhací letoun                    |                | 7              | Čínská kopie typu MiG-21                        |                |
| MiG-23                         | Sovětský svaz           | stíhací bombardér                 |                | 3              |                                                 |                |
| Dopravní a transportní letouny |                         |                                   |                |                |                                                 |                |
| Britten-Norman Islander        | Spojené království      | užitkový/lehký transportní letoun | BN-2 Defender  | 5              |                                                 |                |
| CASA C-212 Aviocar             | Španělsko               | transportní letoun                |                | 11             |                                                 |                |
| Vrtulníky                      |                         |                                   |                |                |                                                 |                |
| Aérospatiale Alouette III      | Francie                 | lehký užitkový vrtulník           |                | 13             |                                                 |                |
| Mil Mi-17                      | Sovětský svaz/Rusko     | transportní vrtulník              | Mi-172         | 1              | Civilní dopravní varianta založená na Mi-8MTV-3 |                |
| Mil Mi-24                      | Sovětský svaz/Rusko     | bitevní vrtulník                  | Mi-24/Mi-35    | 6              |                                                 |                |
| Cvičná letadla                 |                         |                                   |                |                |                                                 |                |
| Bell 412                       | USA                     | cvičný vrtulník                   |                | 8              |                                                 |                |
| Hongdu K-8 Karakorum           | Čínská lidová republika | cvičný letoun                     |                | 10             |                                                 |                |
| SIAI-Marchetti SF.260          | Itálie                  | cvičný letoun                     |                | 28             |                                                 |                |

## Dříve užívaná letadla
- Hawker Hunter FGA.9
- BAC Canberra B.2
- de Havilland Vampire FB.9
- BAE Hawk (1982-2011) - nahrazeny typem Hongdu K-8 Karakorum, vzhledem k nedostatku náhradních dílů nastalého po vyhlášení evropského embarga v roce 2000
- Douglas C-47 Skytrain - 10 zbývajících strojů bylo uskladněno
- AL-60F-5 Trojan
- Antonov An-24
- Eurocopter AS532 UL Cougar
- Boeing 720-025
- Cessna 206
- Cessna 320C
- Y-12 Panda
- Xian MA60 - menší počet dříve provozován Air Zimbabwe
- Jakovlev Jak-40
- Percival Jet Provost Mk.52
- Baron 95 C55
- Agusta Bell 205A
- Douglas C-54 Skymaster